# Kehatieten
De Kehatieten waren volgens de traditie in de Hebreeuwse Bijbel een van drie "geslachten" (families, subgroepen) binnen de Levieten. De andere geslachten waren de Gersonieten en de Merarieten. De Kehatieten waren nakomelingen van Kehat, de zoon van Levi, kleinzoon van de aartsvader Jakob.